# Játék katona

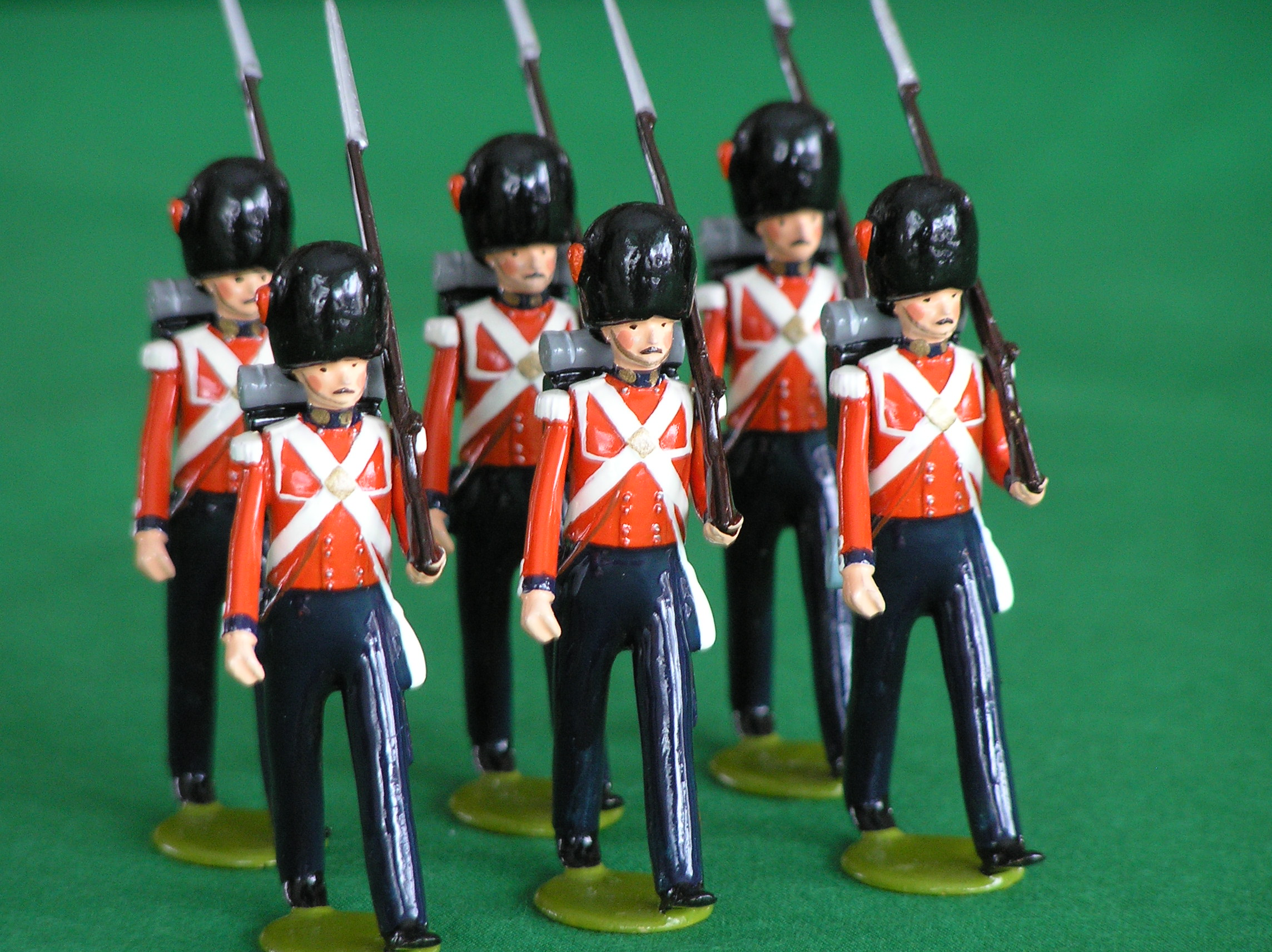

A játék katona miniatűr figura, amely a katonákat reprezentálja. Játék katonák lehetnek szamurájok, kalózok, cowboyok, lovagok és egyéb harci személyek.
Az ókori egyiptomiak találták ki a játék katonákat. Németországban ilyeneket már az 1730-as években is készítettek.
A játék katonák jellege lehet élethű vagy naiv, nem élethű.